# HMS Gripen (Gri)
HMS Gripen (Gr, Gri) var en ubåt i svenska flottan som byggdes vid Karlskrona örlogsvarv och som sjösattes i maj 1960 och skrotades 1989.